# Lijst van Eurocommissarissen voor Investeringen
De functie van Europees commissaris voor Investeringen is sinds het aantreden van de commissie-Rey (1967) een functie binnen de Europese Commissie. Sinds 1967 zijn er twee periodes geweest van respectievelijk vier (1977-81) en vijftien jaar (1999-2014) waarin er commissies waren die geen Eurocommissariss voor Investeringen kenden. In de Commissie-Von der Leyen (2019-2024) was geen afzonderlijke commissaris voor Investeringen opgenomen.

## Commissarissen
|  | Naam                    | Lidstaat   | Nationale partij | Periode   | Commissies                 |
|  | ----------------------- | ---------- | ---------------- | --------- | -------------------------- |
|  | Albert Coppé            | België     | CDV              | 1967-1973 | Rey Malfatti Mansholt      |
|  | Wilhelm Haferkamp       | Duitsland  | SPD              | 1973-1977 | Ortoli                     |
|  | Geen commissaris        |            |                  | 1977-1981 | Jenkins                    |
|  | François-Xavier Ortoli  | Frankrijk  | RR               | 1981-1985 | Thorn                      |
|  | Alois Pfeiffer          | Duitsland  | CSU              | 1985-1986 | Delors I                   |
|  | Abel Matutes            | Spanje     | PP               | 1986-1989 | Delors I                   |
|  | Karel Van Miert         | België     | SPA              | 1989-1993 | Delors II                  |
|  | Henning Christophersen  | Denemarken | Venstre          | 1993-1995 | Delors III                 |
|  | Yves Thibault de Silguy | Frankrijk  | Onafhankelijk    | 1995-1999 | Santer                     |
|  | Geen commissaris        |            |                  | 1999-2014 | Prodi Barroso I Barroso II |
|  | Jyrki Katainen          | Finland    |                  | 2014-2019 | Juncker                    |